# Marc de Smedt
Marc de Smedt (né le 21 octobre 1946) est un éditeur, écrivain et journaliste français, spécialiste des techniques de méditation et des sagesses du monde.

## Biographie
Chez Albin Michel, il dirige et co-dirige plusieurs collections : Spiritualités Vivantes, Espaces libres, Carnets de sagesse et Paroles de. il dirige aussi les Éditions du Relié.
Directeur de la rédaction et de la publication de Nouvelles Clés, un magazine spécialisé dans l'exploration des traditions spirituelles qui peuvent aider chacun, croyants comme incroyants, à faire le point sur les différentes sagesses, mais aussi sur la santé du corps et de l'esprit ainsi que sur l'écologie au sens large. Le magazine Nouvelles Clés rebaptisé Clés, a dû cesser son activité éditoriale au début de l'année 2016. La cause étant un déficit structurel lié à la dégradation régulière des ventes et des recettes de publicité depuis plusieurs années.
En entrevue avec Jacques Languirand, il a déclaré avoir été formé dans le métier par Louis Pauwels et Robert Laffont.
Il a suivi le maître zen Taisen Deshimaru de 1970 à 1981.
Il est membre du jury du prix Alexandra-David-Néel/Lama-Yongden.

## Publications
- 50 Techniques de méditation, éd. Retz, 1979.
- Techniques de méditation et pratiques d'éveil, éd. Albin Michel, 1983.
- Essai sur les mystiques orientales, Albin Michel, 1984
- La sagesse de l'éveil, Albin Michel, 1985
- Éloge du silence, Albin Michel, 1986, prix Alexandra-David-Néel/Lama-Yongden
- Les trois joyaux de Gordes / Histoires légendaires et labyrinthiques, Éditions A.Barthélémy, Avignon, 1988
- Initiation aux massages zen, Albin Michel, 1988
- Marc de Smedt, Fernand Schwarz et al., Le lieu du temple : Géographie sacrée et initiation, coll. Question de no73, Albin Michel, 1998, 192p.  (ISBN 978-2-2260-3272-0).
- Esprit des jeux, Albin Michel, 1990
- Sur les pas du Bouddha, éd. Albin Michel, 1991.
- La Clarté intérieure, éd. Albin Michel, 1993.
- Paroles du Bouddha, éd. Albin Michel, 1993.
- Paroles zen, éd. Albin Michel, 1994, 1999.
- Paroles d'espoir, Albin Michel, 1995
- Paroles du Tao, éd. Albin Michel, 1995, 1998.
- Paroles de sérénité, éd. Albin Michel, 1996.
- Le Rire du Tigre, ré-édition en 1996 ? (sinon avant 1988 Éditions Albin Michel).
- Le livre des jours, Éditions Le grand livre du mois, 1997.
- Paroles des sages de l'Inde, éd. Albin Michel, 1997.
- Paroles de tolérance, éd. Albin Michel, 1997.
- Arnaud Desjardins - Textes recueillis par Marc de Smedt, Question de no 111, Albin Michel, 1998  (ISBN 2-226-09588-8)
- Erotiques d'Orient, Albin Michel, 1998, 2008.
- Paroles du Tibet, éd. Albin Michel, 1999.
- Paroles de sagesse éternelle, éd. Albin Michel, 1999.
- Éloge du bon sens dans la quête du sens, éd. Albin Michel, 2001.
- La Légende de Talhuic, éd. Albin Michel, 2001.
- Paroles de méditation, Albin Michel, 2002
- Paroles du Dalaï-Lama, Albin Michel, 2003
- Le rire du tigre, Albin Michel, 2005
- Sagesses et malices du zen, éd. Albin Michel, 2006.
- Exercices d'éveil pour petits chatons, dessins de Christian Gaudin, éd. Le Relié
- Petit Cahier d'exercices de méditation, Éditions Jouvence, 2010
- Une journée, une vie, éd. Albin Michel, 2013.
- Méditer au quotidien, éd. Jouvence, 2020

Autres (sans source pour les dates mais parus avant 1988)
- Techniques de méditation et pratiques d'éveil
- L'initiation de Tahuilc
- Le secret de Tahuilc
- Ramakrishna, un sage en Inde